# Heteropoda maxima
Il ragno cacciatore gigante (Heteropoda maxima Jäger, 2001) è un ragno appartenente alla famiglia Sparassidae, diffuso nel Laos.
Deve il nome al fatto di essere considerato il più grande ragno al mondo: ha un "leg span" di circa 30 cm mentre il corpo misura circa 4,6 cm. Per leg span si intende la lunghezza misurata dall'apice di un arto anteriore di un lato all'apice dell'arto posteriore controlaterale. Nonostante le notevoli dimensioni, non detiene tuttavia il titolo di ragno più pesante del mondo, che spetta invece a Theraphosa blondi.

## Tassonomia e nome
È stato scoperto nel Laos nel 2001, tra più di un migliaio di nuove specie animali e vegetali individuate tra il 1997 e il 2007 nella sottoregione del Grande Mekong.
Un rappresentante del WWF ha affermato che "alcune di queste specie non avrebbero motivo di essere scoperte recentemente", suggerendo con ciò che è sorprendente come una specie così grande di ragno abbia necessitato così tanto tempo per essere scoperta.

## Descrizione
La colorazione appare giallo-brunastra con molti punti neri disposti in modo irregolare sulla parte posteriore dell'opistosoma. Le zampe presentano larghe bande scure prima della prima banda. Come tutte le specie appartenenti a questo genere, le zampe sono molto lunghe se paragonate al corpo e ruotano in avanti, in modo simile alle zampe del granchio.
Oltre che per la sua grandezza, la Heteropoda maxima può essere distinta da altre specie congeneri in base ad alcune caratteristiche dell'apparato genitale. Nei maschi, i pedipalpi si presentano più lunghi del normale, almeno tre volte più estesi del tegulum. La femmina si distingue grazie alla caratteristica forma dell'epigino con due bande anteriori dirette e il corso dei loro dotti interni.
Heteropoda maxima è la specie più grande della famiglia Sparassidae, vantando una lunghezza delle zampe di 30 centimetri e 4,6 centimetri di lunghezza del corpo. L'esemplare più grande, prima della scoperta di quest'ultimo, era il Beregama aurea (L.Koch, 1857), un ragno australiano che raggiunge la lunghezza di 4 centimetri. Dalla scoperta dell'Heteropoda maxima comunque, sono state individuate altre specie più grandi delle B. Aurea; una di esse, Cerbalus aravaensis, è considerata la più grande del Medio Oriente.

## Distribuzione e habitat
Heteropoda maxima è principalmente diffusa nel Laos. Vari aspetti della sua fisiologia, come la colorazione molto tenue e le lunghissime zampe, fanno sospettare che il ragno viva prevalentemente all'interno di caverne anche se non presenta una significativa diminuzione dell'apparato visivo.